# Impotens
Impotens eller erektil dysfunktion er manglende erektionsevne, så det ikke er muligt at gennemføre et samleje på tilfredsstillende vis.
Årsagen til impotens kan både være fysiologisk (åreforsnævring, diabetes, forhøjet blodtryk), medicinsk (bivirkning ved f.eks. antidepressiva) eller psykisk (depression, angst, stress, afhængighed).
Medicinsk behandling foregår som systemisk tabletbehandling med lægemiddelstofferne sildenafil (Viagra, Nipatra), vardenafil (Levitra), avanafil (Spedra) eller tadalafil (Cialis). Ved manglende eller utilfredsstillende effekt af tabletbehandling kan der behandles lokalt med injektionsvæsker indeholdende lægemiddelstofferne alprostadil (Caverject Dual Chamber, Caverject Vials) eller aviptadil/phentolamin (Invicorp). Alprostadil kommer ligeledes i form af en creme (Vitaros) eller uretral stikpille (MUSE) som administreres gennem urinrøret og masseres ind i penis.
Alternativerne til pillebehandling kan ligeledes være bedre egnet for dem, som oplever kraftige bivirkninger ved brug af pillebehandling, da produkterne virker lokalt, frem for at påvirke hele kroppen[kilde mangler]

## Impotens og alkohol
Store mængder af alkohol kan forårsage erektil dysfunktion. Når alkohol indtages i store mængder, kan det have en negativ effekt på ens sex liv. Dette skyldes, at en større mængde kan lede til at mænd bliver impotente. Der er to vigtige faktorer, der er skyld i mænd har problemer ved at yde under samleje, når der er alkohol involveret:
Den første er: Da niveauet af alkohol stiger i blodbanen, kan det have en depressiv effekt på hjernen, hvilket påvirker centralnervesystemet. Overforbrug af alkohol kan forårsage tab af følsomhed i kroppen, hvilket hæmmer erektionen.
Det andet punkt drejer sig om dehydrering af kroppen. Alkoholiske drikke dehydrer kroppen, hvilket kan forhindre blodcirkulationen i at pumpe blod ud til penis. For at opnå en erektion kræves en øget blodcirkulation, dette kan derfor være svært at opnå, når man har en dehydreret krop.
De mest almindelige former for impotens er: For tidlig sædafgang, orgasmeproblemer, samt erektionsproblemer.
·      For tidlig sædafgang: Er når manden ejakulerer inden for en minimal tid.
·      Orgasmeproblemer: Er når manden har efter et samleje ikke opnår orgasme, selv om han har ejakuleret.
·      Erektionsproblemer: Er når manden har svært ved at opnå eller opretholde en erektion.
De fleste med et stort alkohol forbrug, døjer især med for tidlig sædafgang. En større mængde alkohol eller alkoholmisbrug kan lede til overordnet seksuel dysfunktion.